# Sosnowe
Sosnowe – (daw. Sosnowo)  wieś w Polsce położona w województwie mazowieckim, w powiecie siedleckim, w gminie Kotuń. Ma status sołectwa. Leży nad Witówką.
Wierni Kościoła rzymskokatolickiego należą do parafii św. Aleksego w Oleksinie.
W latach 1975–1998 miejscowość administracyjnie należała do województwa siedleckiego.
W miejscowości działa jednostka ochotniczej straży pożarnej.